# Сиченье, Коллинз
Коллинз Лусака Сиченье (англ. Collins Lusaka Sichenje; род. 19 сентября 2003) — кенийский футболист, защитник клуба «АИК».

## Клубная карьера
На юношеском уровне выступал в Кении за «Грин Коммандос». Летом 2019 года присоединился к «АФК Леопардс», выступающему в кенийской Премьер-лиге. В октябре 2020 года продлил контракт с клубом на два года. В июле 2021 перешёл в греческий ПАОК, но не сыграл за основной состав команды ни одного матча, в связи с чем в феврале 2022 года вернулся в «АФК Леопардс», заключив с ними пятимесячный контракт.
1 апреля 2022 года Сиченье перешёл в шведский АИК, подписав с клубом соглашение, рассчитанное на пять лет.

## Карьера в сборной
В феврале 2021 года впервые был вызван в национальную сборную Кении на мартовские товарищеские игры с Южным Суданом и Танзанией. 13 февраля в матче с южносуданцами дебютировал в её составе, появившись на поле в стартовом составе.

## Клубная статистика
| Выступление      | Выступление      | Выступление      | Лига | Лига | Кубки | Кубки | Конт. кубки | Конт. кубки | Итого | Итого |
| Клуб             | Лига             | Сезон            | Игры | Голы | Игры  | Голы  | Игры        | Голы        | Игры  | Голы  |
| ---------------- | ---------------- | ---------------- | ---- | ---- | ----- | ----- | ----------- | ----------- | ----- | ----- |
| АИК              | Алльсвенскан     | 2022             | 0    | 0    | 0     | 0     | 0           | 0           | 0     | 0     |
| АИК              | Итого            | Итого            | 0    | 0    | 0     | 0     | 0           | 0           | 0     | 0     |
| Всего за карьеру | Всего за карьеру | Всего за карьеру | 0    | 0    | 0     | 0     | 0           | 0           | 0     | 0     |

## Статистика в сборной
| Матчи и голы Коллинза Сиченье за национальную сборную Кении | Матчи и голы Коллинза Сиченье за национальную сборную Кении | Матчи и голы Коллинза Сиченье за национальную сборную Кении | Матчи и голы Коллинза Сиченье за национальную сборную Кении | Матчи и голы Коллинза Сиченье за национальную сборную Кении | Матчи и голы Коллинза Сиченье за национальную сборную Кении |
| №                                                           | Дата                                                        | Оппонент                                                    | Счёт                                                        | Голы                                                        | Соревнование                                                |
| ----------------------------------------------------------- | ----------------------------------------------------------- | ----------------------------------------------------------- | ----------------------------------------------------------- | ----------------------------------------------------------- | ----------------------------------------------------------- |
| 1                                                           | 13 марта 2021                                               | Южный Судан                                                 | 1:0                                                         | 0                                                           | Товарищеский матч                                           |

Итого:1 матч и 0 голов; 1 победы, 0 ничьих, 0 поражений.